# مخطط صدى القلب بتتبع البقع
في مجالات أمراض القلب والتصوير الطبي، يعد تخطيط صدى القلب بتتبع البقع (النقاط) (STE) تقنية تصوير لتخطيط صدى القلب. يقوم بتحليل حركة الأنسجة في القلب باستخدام نمط البقع الطبيعي في عضلة القلب (أو حركة الدم عند التصوير بالأمواج فوق الصوتية).
هذه الطريقة في توثيق حركة عضلة القلب هي طريقة غير باضعة لتحديد كل من النواقل والسرعة. عند مقارنتها بالتقنيات الأخرى التي تبحث عن تحديد غير جراحي لنقص التروية، تبدو تقنية تتبع البقع مفيدة جدًا. نمط البقع عبارة عن مزيج من أنماط التداخل والانعكاسات الصوتية الطبيعية. توصف هذه الانعكاسات أيضًا بالبقع أو العلامات.
نظرًا لكون هذا النمط عشوائيًا، فإن كل منطقة في عضلة القلب لها نمط بقع فريد (يُسمى أيضًا الأنماط أو الخصائص أو البصمات) يسمح بتعقب المنطقة. نمط البقع مستقر نسبيًا، على الأقل من إطار إلى آخر. في مرحلة ما بعد المعالجة، يمكن تتبع ذلك على التوالي من إطار إلى إطار ثم حله في النهاية إلى متواليات ثنائية الأبعاد مستقلة عن الزاوية (2D) وثلاثية الأبعاد قائمة على الإجهاد (3D). توفر هذه التسلسلات معلومات كمية ونوعية فيما يتعلق بتشوه الأنسجة وحركتها.

## المبادئ الأساسية
نظرًا لأن نمط البقع عشوائي، فإن أي منطقة في عضلة القلب لها نمط بقع فريد: داخل الصورة، يمكن تحديد منطقة محددة النواة، وبما أن نمط البقع هذا مستقر نسبيًا، يمكن التعرف على النواة في الإطار التالي، ضمن منطقة بحث أكبر، من خلال خوارزمية بحث أفضل تطابق. هناك خوارزميات بحث مختلفة، وأكثرها شيوعًا هي مجموع الاختلافات المطلقة، كما هو موضح في دقة الارتباط التبادلي، التي تعد بديلة. وبالتالي يمكن تتبع حركة النواة عبر الصورة، بشكل مستقل من حيث المبدأ عن زاوية الشعاع، على عكس مخطط الصدى (الدوبلر) الخاص بالأنسجة. وبالتالي يمكن تتبع بقعة التتبع في بعدين. ومع ذلك، نظرًا لأن الدقة المحورية (في اتجاه الحزمة) للموجات فوق الصوتية أفضل بكثير من الدقة العرضية، فإن قدرة التتبع تكون أقل في الاتجاه العرضي. أيضًا، الدقة العرضية (وبالتالي القدرة على التتبع) تتناقص مع العمق، في مسح القطاع كانت حزم الأمواج فوق الصوتية تتباعد.
ثم يستخدم المشغلون التجاريون وغير التجاريون أساليب مختلفة لاشتقاق معاملات الحركة والتشوه. يمكن حل حركة نواة واحدة في منحنيات إزاحة، والمسافة بين نواة في إجهاد (تشوه). يكون معدل الإجهاد بعد ذلك مشتقًا زمنيًا للسلالة. في بعض التطبيقات التجارية، يجري تتبع العلامات الصوتية بشكل فردي، وحساب السرعة من الحركة وفترة أخذ العينات (معكوس معدل الإطار) لتوليد حقل سرعة. على عكس دوبلر الأنسجة، فإن مجال السرعة هذا لا يقتصر على اتجاه الحزمة. ثم يحسب معدل الانفعال والانفعال من السرعات. وقد ثبت أن تتبع البقع يمكن مقارنته بالسلالة المشتقة من دوبلر الأنسجة، وتم التحقق من صحته مقابل MR.